# Кочівники Повітря
Кочівники Повітря — один із чотирьох народів всесвіту мультсеріалу «Аватар: Останній захисник». До них належить Аанг - останній маг повітря. Жили в чотирьох храмах Повітря: Південному, Північному, Західному та Східному.

З початком війни, розв'язаної Народом Вогню, всі Кочівники Повітря, окрім Аанга, були знищені Господарем Вогню Созіном. 

Емблема Кочівників Повітря

## Зовнішність
Монахів Повітря відрізняють невисокий зріст, сірі або карі очі і лиса голова. Судячи з усього, цьому народу властиве темне волосся.

## Культура і побут
Повітряні кочівники - ченці. Вони вели дуже спокійний і пацифістичний спосіб життя; строгі вегетаріанці, вони відмовилися їсти будь-яку форму м'яса.
Ченці народу Повітря мали бартерну систему і натуральне господарство й ігнорували валютну систему, поширену в іншому світі.
Роздуми були щоденною діяльністю старших ченців храму, у той час, як молодші, учні, любили грати в ігри та спортивні змагання у дворі храму. Однією з ігор був Аеробол, який грався на гігантських дерев'яних стовпах з використанням навичок магії повітря.
Повітряні Кочівники голили голови й носили яскраві жовті штани й сорочки з помаранчевою хусткою; старші ченці носили роби коричневого кольору, або кольору апельсина, так само жовтий одяг. Летючі бізони — типовий транспорт для Повітряних кочівників — мали маркування у вигляді стрілок. Найсильніші маги Повітря також мали подібні сині татуювання на голові, руках і ногах. Аанг був відзначений такої честі завдяки винаходу повітряного скутера.

## Структура суспільства
Братство ченців кожного конкретного храму очолювала група наставників із п'яти осіб, яка вирішувала практично всі завдання, пов'язані з освітнім процесом, влаштуванням побуту і магічною діяльністю. Храми Повітря мали певну гендерну і господарську спеціалізацію. Наприклад, у Східному храмі Повітря розводили летючих зубрів для потреб інших братств. Ченці не створили свою державність: вони жили замкненими всередині своєї стихії громадами у важкодоступних місцях (горах, стрімких скелях) і не прагнули до територіального розширення.
Північний храм Повітря на момент основної дії серіалу знаходиться на території царства Землі й населений екологічними біженцями Царства Землі. Інші храми знаходяться на досі не колонізованих острівних архіпелагах.

## Збройні сили
Пацифістський спосіб життя і відсутність будь-яких мирських потреб монаших спільнот призвели до того, що храми Повітря тривалий час практично не мали ні експансіоністських цілей, ні ворогів в особі інших держав. Разом з тим, фізична підготовка входила в навчальний план ченців.
Цього виявилося недостатньо щоб протистояти організованій армії народу Вогню.

## Південний Храм Повітря

### Розташування
Південний Храм Повітря знаходиться в південній частині світу, трохи північніше самого Південного полюса. Храм розташовується на одній з гір гряди Потола (англ. Potola), що знаходиться на островах. Він оточений гірським хребтом, тому дуже важкодоступний для піших подорожніх.

### Архітектура
Його архітектура — суміш середньовічного замку і буддистського храму, таке поєднання робить храм на вигляд досить легким і яскравим завдяки простоті форми всіх будов. У храмі є святилище зі статуями, які зображують всіх минулих Аватарів.

### Жителі
Храм належав Повітряним Кочівникам, в ньому жили ченці. У цей час храм знаходиться в запустінні й абсолютно безлюдний: за винятком лемура Момо, якого знаходить Аанг, там більше нікого немає.

### Історія
100 років тому тут жили Аанг і його наставник  Гіяцо (англ. Gyatso), інші ченці й безліч летючих бізонів і лемурів. Ченці навчалися  Магії Повітря.
Серед дітей була поширена гра «аеробол» (англ. airball). Але з приходом війни, війська Народу Вогню знищили всіх Повітряних кочівників і розорили храм.

### Поява в мультфільмі
Вперше в серіалі храм з'являється в 3-ій серії 1 сезону «Південний Храм Повітря» (англ. «The Southern Air Temple»).
Аанг, Сокка і Катара прилітають до храму в надії знайти уцілілих магів Повітря. Аанг розраховує також зустрітися з тим, хто повідає йому і зможе пояснити те, що робити юному Аватару. Однак храм виявляється абсолютно порожнім. Друзі тим часом виявляють безліч зотлілих тіл ченців і тіло Гіяцо.
Дізнавшись про те що всі, кого він любив, мертві, Аанг вперше входить в стан Аватара. Катарі вдається докричатися до нього і привести до тями. Вони виявляють одного лише лемура, якого Аанг візьме собі.

## Північний Храм Повітря

### Розташування
Єдиний храм, який розташований не на островах, а на материку.
Знаходиться він у північній частині материка  Царства Землі на вершині неприступної скелі.

### Архітектура
Його архітектура нагадує середньовічний замок. Замок досить компактний, але досить високий — його вежі підносяться вгору в хмари.
Стіни приміщень храму вкриті кахлями та картинами — є історичними нотатками про Повітряних Кочівників. У храмі знаходиться велика кількість старовинних статуй. Однак за останні роки новими мешканцями було споруджено велику кількість машин і механізмів, що працюють на гарячому повітрі (пару).
З храму вийшло своєрідне вмістилище  Стімпанку. Таємна майстерня цього творіння розташована всередині святилища Північного Храму Повітря. Все це досить істотно вплинуло на внутрішній вигляд храму — як зауважив Аанг, зміни сталися не в кращий бік.

### Жителі
У момент подій серіалу тут проживає невелика група біженців. Вони знайшли притулок у стінах цього храму після сильної повені, що зруйнувала їхнє поселення. Лідером серед біженців є вчений-механік. У нього є син, Тео, який не може ходити.
Ймовірно, це і стало причиною виникнення деяких винаходів ученого. Адже завдяки геніальному винахіднику люди, які населяють храм, змогли перемогти гравітацію і підкорити повітряний простір за допомогою дельтапланів.
Біженці — аполітичні люди й дбають тільки про власний добробут для того, щоб вижити в суворих умовах. Проте їх лідеру необхідно було винаходити зброю і техніку для війська Народу Вогню, інакше їх існування опинилося б під загрозою.

### Історія
Колись тут жили монахи — маги Повітря.
У минулому тут також проводилися чемпіонати з "повітряного поло" (англ. Bison Poling). Після розорення храму військами Народу Вогню він перебував у запустінні до тих пір, доки біженці не знайшли тут притулок.

### Поява в мультфільмі
У серіалі храм з'являється в 17-ій серії 1 сезону «Північний Храм Повітря» (англ. «The Northern Air Temple»).

## Західний Храм Повітря

### Розташування
Західний Храм Повітря знаходиться на північному заході світу, на одному з островів архіпелагу.
Архіпелаг розташований на північ від Країни Вогню і на захід від  Царства Землі. Храм важкодоступний, тому що всі будівлі кріпляться основою на прямовисній скелі, а вершини будівель звисають вниз.

### Архітектура
Вважається що прообразом цього храму став реально наявний в Китаї монастир (провінція Шаньсі).
Розташований він під уступом скелі, будівлі храму мають пірамідальну форму з широкими основами. Будинки «перевернуті» - вони кріпляться до скелі основою, а вершини будівель парять над прірвою.

### Жителі
Храм нежилий і запущений.

### Історія
Історія практично невідома.
Все, що ми знаємо про храм — це те, що йому теж не вдалося уникнути долі інших, попри своє хитре розміщення. Найімовірніше, був зруйнований ще більше після атаки Азули та її загону.

### Поява в мультфільмі
Вперше в серіалі храм з'являється в 12-ій серії 3 сезону «Західний Храм Повітря» (англ. «The Western Air Temple»), в якій Аанг, Сокка, Катара, Тоф, Хару, Тео, Дьюк, покинувши Країну Вогню після невдалого вторгнення, прилітають в цей храм. Згодом прибуває і Зуко.
Храм з'являється в 4-х серіях поспіль, після 12 відповідно — у 13 серії «The Firebending Masters», в 14 і 15 «The Boiling Rock».

## Східний Храм Повітря

### Розташування
Розташований на островах на південний схід  Царства Землі.

### Жителі
У момент подій серіалу в храмі проживає гуру Патік, старий друг Гіяцо. Аанг прилітає до нього, щоб навчитися контролювати стан Аватара.

### Історія
За часів  кочівників там було місце основного проживання летючих  бізонів. Коли Аанг і Аппа були маленькими, вони вибрали один одного.

### Поява в мультфільмі
Вперше в серіалі храм з'являється в 16-ій серії 2 сезону «Втрачені дні Аппи» (англ. «Appa`s Lost Days»), коли Аппа згадує своє дитинство в Східному храмі Повітря. Потім Аанг прилітає туди до гуру Патіка (19 серія).